# Анатолійська фортеця
Анатолійська фортеця, також Анадолухісари (тур. Anadoluhisarı) — невелика фортеця, розташована в азійській частині Стамбулу на березі Босфору. Збудована султаном Баязидом I між 1393 і 1394 роками фортеця є найстарішою турецькою архітектурною спорудою міста.

## Історія
Побудована на анатолійському березі Босфору за наказом султана Баязида I в 1393 і була призначена для підготовки облоги Константинополя. Фортеця була розташована в найвужчій частині протоки, ширина якої тут становить 660 метрів. Пізніше, в 1452, навпроти Анадолухісари побудована нова фортеця — Румеліхісар, після чого Босфор став повністю контролюватися Османською імперією.
Анатолійська фортеця зведена як пункт спостереження, її висота становить 25 метрів. Пізніше фортеця була укріплена султаном Мехмедом II. Після падіння Константинополя фортеця використовувалася як в'язниця.
У 1991—1993 відреставрована і перетворена в музей, закритий для широкої публіки.